# Leukantemela
Leukantemela (lat. Leucanthemella), rod trajnica iz porodice glavočika smješten u podtribus Artemisiinae.  Postoje dvije vrste, jedna u Europi i druga na istoku Azije (Japan, Koreja, Mandžurija i Habarovski i Primorski kraj)
Stabljika je uspravna, cvjetovi su bijeli; L. serotina naraste do 1.8m visine, L. linearis je niža do 90cm.

## Vrste
1. Leucanthemella linearis (Matsum.) Tzvelev
2. Leucanthemella serotina (L.) Tzvelev

## Vanjske poveznice
|  | Zajednički poslužitelj ima još gradiva o temi Leucanthemella |
|  | Wikivrste imaju podatke o taksonu Leucanthemella             |